# Boughton (Norfolk)
Boughton es un pueblo y una parroquia civil del distrito de King's Lynn and West Norfolk, en el condado de Norfolk (Inglaterra).

## Demografía
Según el censo de 2001, Boughton tenía 213 habitantes (100 varones y 113 mujeres). 43 de ellos (20,19%) eran menores de 16 años, 153 (71,83%) tenían entre 16 y 74, y 17 (7,98%) eran mayores de 74. La media de edad era de 41,92 años. De los 170 habitantes de 16 o más años, 32 (18,82%) estaban solteros, 111 (65,3%) casados, y 27 (15,88%) divorciados o viudos. 95 habitantes eran económicamente activos, 92 de ellos (96,84%) empleados y 3 (3,16%) desempleados. Había 3 hogares sin ocupar, 90 con residentes y 3 eran alojamientos vacacionales o segundas residencias.
| 182                         | 189 | 185 | 221 | 209 | 210 | - | - | 236 | 211 | 215 | 210 | 215 | 225 | - | 193 | 182 |
| (Fuente: Vision of Britain) |     |     |     |     |     |   |   |     |     |     |     |     |     |   |     |     |